# Онуфриев, Иннокентий Александрович
Иннокентий Александрович Онуфриев (1911 — ?) — инженер и учёный, специалист в области литейного производства, лауреат Ленинской премии.

## Биография
С 1926 года работал в строительных организациях Москвы: слесарь, арматурщик, сварщик, бригадир.
С 1933 года — на заводе «Станколит». В 1936 г. с отличием окончил Московский вечерний машиностроительный институт, после чего занимал должности мастера, инженера, начальника цеха, главного инженера.
В 1967—1984 директор ВНИИЛИТМаша.
С 1984 года персональный пенсионер союзного значения.
Ленинская премия 1967 года — за разработку и внедрение в производство принципиально новой технологии литейного производства — изготовления стержней и форм из жидких самотвердеющих смесей.
Редактор справочников: 
- Справочник инженера-строителя [Текст] : [В 2-х т.] / под ред.: И. А. Онуфриева, А. С. Данилевского. - 2-е изд., перераб. и доп. - М. : Стройиздат, 1965 - . - 21 см. Т. 1 / Госстрой СССР, Науч. - исслед. ин-т организации, механизации и техн. помощи строительству. - 1965. - 1008 с. : черт. - 60000 экз
- Строительное производство [Текст] : в 3-х т. / под общ. ред. И. А. Онуфриева. - М. : Стройиздат, 1988